# Ethischer Imperativ
Der ethische Imperativ wurde von Heinz von Foerster in Anlehnung an den kategorischen Imperativ von Immanuel Kant formuliert: „Handle stets so, dass die Anzahl der Wahlmöglichkeiten größer wird!“
Der ethische Imperativ (als Handlungsmaxime) fragt danach, was gemäß dem geltenden Werteverständnis gemacht werden darf oder kann.
Beispiele:
- Der Arzt am Krankenbett des Sterbenden muss sich zwischen technischem Imperativ (was machbar ist) und ethischem Imperativ (was getan werden kann) entscheiden.
- Der Jurist empfindet seine Affinität (Zuneigung) zum Recht als ethischen Imperativ, weil es die gesellschaftliche Wirklichkeit weitestgehend betrifft, damit die Gesellschaft Strukturen und Regeln erhält und dadurch eigentlich funktionsfähig ist resp. bleibt. Empfunden wird diese Affinität als ethischer Imperativ, gelebt jedoch als erkenntnistheoretischer Imperativ.
- Nachhaltigkeit ist ein gedankliches Gebilde von hoher Komplexität, da sie nicht nur ein wissenschaftlicher Begriff ist, sondern zugleich ein ethischer Imperativ, der beansprucht, menschliche Einstellungen und menschliches Verhalten zu prägen.